# Reto Schmidiger
Reto Schmidiger, född 21 april 1992 i Hergiswil, är en schweizisk utförsåkare som representerar SC Hergiswil.
Han tävlar i slalom och tillhör det schweiziska B-landslaget.
Hans främsta internationella meriter är vinst slalomcupen i europacupen 2017 samt segrar i juniorvärldsmästerskapen i slalom 2010 och 2011.
Hans främsta världscupresultat är en 8:e plats i slalom i Lenzerheide i mars 2011.
Han debuterade i världscupen i tyska Garmisch Partenkirchen mars 2010.